# Харт, Джулиан Тюдор
Джулиан Тюдор Харт (англ. Julian Tudor Hart; 9 марта 1927 — 1 июля 2018) — английский врач и учёный, автор обратного закона здравоохранения Харта.

## Биография
Джулиан Тюдор Харт родился 9 марта 1927 года в Лондоне.
В течение трех десятилетий работал врачом общей практики и эпидемиологом в поселке Глайнкоррвиг в рабочем районе Гламорган в Южном Уэльсе, населенном главным образом рабочими-горняками.
Сторонник регулируемой системы национального здравоохранения, активный член Социалистической ассоциации здравоохранения (Socialist Health Association), Харт посвятил свою научную деятельность рассмотрению вопросов развития здравоохранения. Сосредоточившись на изучении вопроса о том, как образ жизни пациентов (рацион питания, курение, физическая активность) связан с их заболеваниями, он искал социальные корни болезней. Этому была посвящена и практическая деятельность Харта как врача и его теоретические исследования как ученого.
Наиболее известной научной работой Харта стал его «Обратный закон здравоохранения» (The Inverse Care Law), опубликованный в 1971 году в медицинском журнале «Ланцет». Формулировка закона гласит: «Доступность качественной медицинской помощи изменяется в обратной зависимости от потребности в ней обслуживаемого населения». По мнению Харта, действие этого закона проявляется более остро там, где регулирование медицинского обслуживания предоставлено действию рыночных сил, и менее остро там, где действие рыночных факторов ограничено вмешательством государства. Этой же теме посвящена и книга Харта «Достижимый социализм: Национальная служба здравоохранения: прошлое, настоящее и будущее» (1994; Feasible Socialism, The National Health Service past, present and future).